# Geistliches Territorium

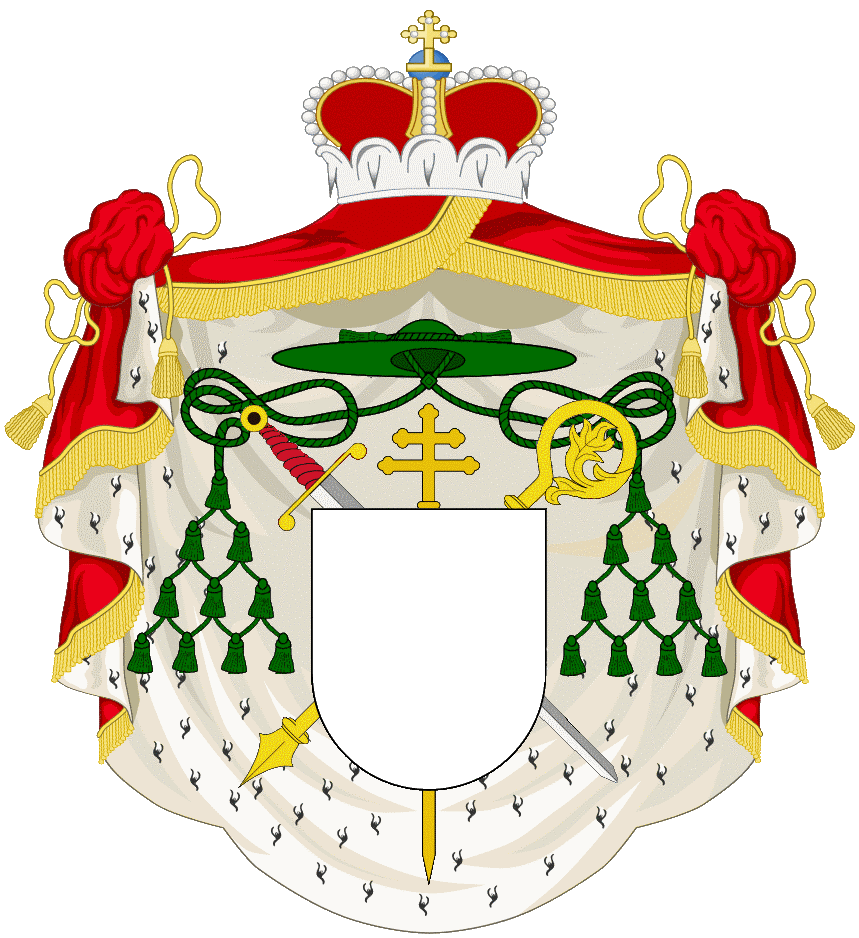
Wappen eines Fürstbischofs, das Schwert kennzeichnet die weltliche Gewalt

Als Geistliches Territorium bezeichnet man ein Staatsgebiet im Mittelalter und der frühen Neuzeit, dessen Landesherr (Fürst) zugleich ein Geistlicher war und somit die geistliche mit der weltlichen Gewalt verband. Er übte in seinem kirchlichen Jurisdiktionsbereich (Diözese) die geistliche und in einem weltlichen Herrschaftsbereich (Stift), das nicht deckungsgleich sein musste, die weltliche Gewalt aus. Diese Herrschaftsform war vor allem im Heiligen Römischen Reich verbreitet.
Nach dem Krummstab, dem Herrschaftszeichen der Bischöfe und Äbte, wurden geistliche Territorien auch Krummstablande genannt.

## Im Heiligen Römischen Reich
Geistliche Territorien innerhalb des Heiligen Römischen Reiches entwickelten sich aus dem ottonisch-salischen Reichskirchensystem und wurden teils schon nach der Reformation, spätestens 1803 im Zuge der Säkularisation durch den Reichsdeputationshauptschluss aufgelöst. Zwischenzeitlich hatten die Äbte viele jurisdiktionelle und politische Rechte inne und waren über Jahrhunderte ein wichtiges Element der kaiserlichen Macht. Da Bischöfe von den mittelalterlichen Kaisern die geistliche Gerichtsbarkeit zur Ausübung in den Territorien der weltlichen Fürsten übertrugen, resultierten daraus wiederkehrende Konflikte und Auseinandersetzungen zur Kompetenz der geistlichen Gerichte. Reichsunmittelbare geistliche Herren wurden als Reichsprälaten bezeichnet und geistliche Herrschaften Reichsstifte.
Im Einzelnen:
- die drei geistlichen der sieben Kurfürstentümer – im Einzelnen Mainz, Köln und Trier – die jeweils von einem Erzbischof regiert wurden.
- weitere Erz- und Fürstbistümer. Abhängig von der innerkirchlichen Hierarchie des jeweiligen Territorialherren wurden die Gebiete unterschiedlich bezeichnet: Sie wurden Erzstift genannt (etwa Erzstift Magdeburg), wenn sie von einem Erzbischof regiert wurden, und Hochstift, wenn sie von einem einfachen Bischof (Fürstbischof) regiert wurden (etwa Hochstift Münster, siehe auch Liste der Fürstbistümer um 1800).
- die Reichsabteien, die von einem Abt (oder auch einer Äbtissin) geleitet wurden (z. B. die Reichsabtei Werden).
- die anderen Reichsstifte, die von einem Propst geleitet wurden (z. B. die Fürstpropstei Berchtesgaden).
- weitere Reichsklöster, wie z. B. Kartausen.

## Säkularisation
Bis 1815 wurden sämtliche geistlichen Territorien säkularisiert. Die erste Säkularisation eines großen geistlichen Territoriums war die Umwandlung des Deutschordensstaats in das Herzogtum Preußen durch Hochmeister Albrecht. Im Zuge der Reformation wurden einige Territorien säkularisiert, andere von evangelischen Fürstbischöfen (erwählter Bischof oder postulierter Administrator) beherrscht. Nach dem Westfälischen Frieden wurden die meisten evangelischen Erz- und Hochstifter in weltliche Herzogtümer (Magdeburg, Bremen-Verden) bzw. Fürstentümer (Cammin, Minden, Ratzeburg, Schwerin) umgewandelt. Mit dem Reichsdeputationshauptschluss 1803 wurden auch die restlichen Erz- und Hochstifter säkularisiert.

## Liste der geistlichen Territorien des Heiligen Römischen Reichs

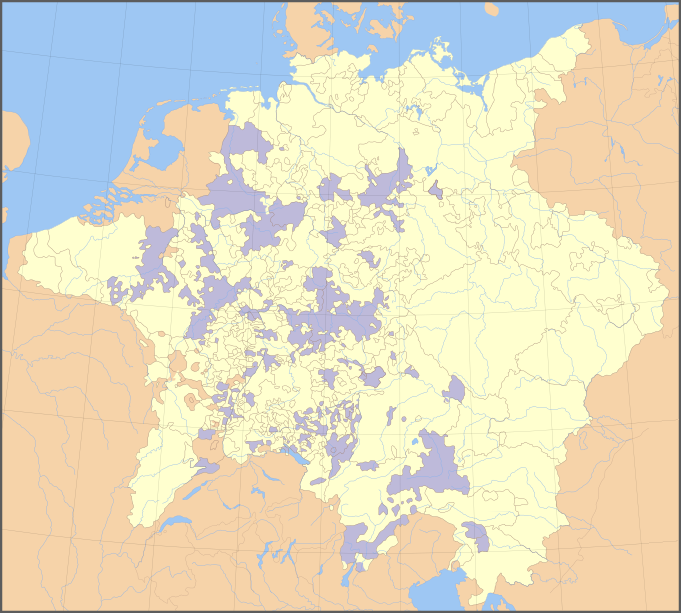
Das Heilige Römische Reich am Ende des Dreißigjährigen Krieges 1648. Die unter geistlicher Herrschaft stehenden Gebiete sind violett gefärbt. Nicht gezeigt werden die unter einem benachbarten evangelischen Fürsten stehenden geistlichen Territorien.

Hier werden die Fürstentümer der Erzbischöfe, Bischöfe, Äbte und Prioren aufgezählt, die über eine Virilstimme im Reichstag verfügten. Die zahlreichen, oft nur wenige Dörfer umfassenden Territorien der Reichsprälaten sind unter Rheinisches Reichsprälatenkollegium und Schwäbische Prälatenbank angeführt.
| Rang                            | Territorium                 | Herrscher                                       | säkularisiert |
| ------------------------------- | --------------------------- | ----------------------------------------------- | ------------- |
| Erzstift                        | Mainz                       | Erzbischof von Mainz                            | 1803          |
| Erzstift                        | Köln                        | Erzbischof von Köln                             | 1803          |
| Erzstift                        | Trier                       | Erzbischof von Trier                            | 1803          |
| Erzstift                        | Magdeburg                   | Erzbischof von Magdeburg                        | 1648          |
| Erzstift                        | Bremen                      | Erzbischof von Bremen                           | 1648          |
| Erzstift                        | Erzstift Besançon           | Erzbischof von Besançon                         | 1697          |
| Meistertum des Deutschen Ordens | Mergentheim                 | Deutschmeister                                  | 1803          |
| Hochstift                       | Augsburg                    | Bischof von Augsburg                            | 1803          |
| Hochstift                       | Bamberg                     | Bischof von Bamberg                             | 1803          |
| Fürstbistum                     | Basel                       | Bischof von Basel                               | 1803          |
| Hochstift                       | Brandenburg                 | Bischof von Brandenburg                         | 1571          |
| Fürstentum                      | Neisse                      | Bischof von Breslau                             | 1810          |
| Hochstift                       | Brixen                      | Bischof von Brixen                              | 1803          |
| Hochstift                       | Cammin                      | Bischof von Cammin                              | 1648          |
| Hochstift                       | Chiemsee                    | Bischof von Chiemsee                            | 1803          |
| Hochstift                       | Chur                        | Bischof von Chur                                | 1367          |
| Hochstift                       | Eichstätt                   | Bischof von Eichstätt                           | 1803          |
| Hochstift                       | Freising                    | Bischof von Freising                            | 1803          |
| Hochstift                       | Halberstadt                 | Bischof von Halberstadt                         | 1648          |
| Hochstift                       | Havelberg                   | Bischof von Havelberg                           | 1571          |
| Hochstift                       | Hildesheim                  | Bischof von Hildesheim                          | 1803          |
| Hochstift                       | Konstanz                    | Bischof von Konstanz                            | 1803          |
| Hochstift                       | Lübeck                      | Bischof von Lübeck                              | 1803          |
| Hochstift                       | Lüttich                     | Bischof von Lüttich                             | 1801          |
| Hochstift                       | Metz                        | Bischof von Metz                                | 1648          |
| Hochstift                       | Meißen                      | Bischof von Meißen                              | 1581          |
| Hochstift                       | Merseburg                   | Bischof, später Administrator von Merseburg     | 1815          |
| Hochstift                       | Minden                      | Bischof von Minden                              | 1648          |
| Hochstift                       | Münster                     | Bischof von Münster                             | 1803          |
| Hochstift                       | Naumburg                    | Bischof, später Administrator von Naumburg      | 1815          |
| Hochstift                       | Osnabrück                   | Bischof von Osnabrück                           | 1803          |
| Hochstift                       | Paderborn                   | Bischof von Paderborn                           | 1803          |
| Hochstift                       | Passau                      | Bischof von Passau                              | 1803          |
| Hochstift                       | Ratzeburg                   | Bischof von Ratzeburg                           | 1648          |
| Hochstift                       | Regensburg                  | Bischof von Regensburg                          | 1803          |
| Hochstift                       | Schwerin                    | Bischof von Schwerin                            | 1648          |
| Hochstift                       | Speyer                      | Bischof von Speyer                              | 1803          |
| Hochstift                       | Sitten                      | Bischof von Sitten                              | 1634          |
| Hochstift                       | Straßburg                   | Bischof von Straßburg                           | 1803          |
| Hochstift                       | Trient                      | Bischof von Trient                              | 1803          |
| Hochstift                       | Toul                        | Bischof von Toul                                | 1648          |
| Hochstift                       | Utrecht                     | Bischof von Utrecht                             | 1525          |
| Hochstift                       | Verden                      | Bischof von Verden                              | 1648          |
| Hochstift                       | Verdun                      | Bischof von Verdun                              | 1648          |
| Hochstift                       | Worms                       | Bischof von Worms                               | 1803          |
| Hochstift                       | Würzburg                    | Bischof von Würzburg                            | 1803          |
| Herrschaft                      | Heitersheim                 | Großprior von Deutschland des Malteserordens    | 1803          |
| Ballei des Deutschen Ordens     | Thüringen                   | Landkomtur von Thüringen                        | 1809          |
| Ballei des Deutschen Ordens     | Westfalen                   | Landkomtur von Westfalen                        | 1809          |
| Ballei des Deutschen Ordens     | Hessen                      | Landkomtur von Hessen                           | 1805          |
| Ballei des Deutschen Ordens     | Sachsen                     | Landkomtur von Sachsen                          | 1809          |
| Ballei des Deutschen Ordens     | Franken                     | Landkomtur von Franken                          | 1806          |
| Ballei des Deutschen Ordens     | Koblenz                     | Landkomture von Koblenz                         | 1809          |
| Ballei des Deutschen Ordens     | Schwaben-Elsass-Burgund     | Liste der Landkomture der Ballei Elsass-Burgund | 1806          |
| Ballei des Deutschen Ordens     | An der Etsch und im Gebirge | Landkomtur an der Etsch und im Gebirge          | 1811          |
| Ballei des Deutschen Ordens     | Lothringen                  | Landkomtur von Lothringen                       | 1803          |
| Ballei des Deutschen Ordens     | Österreich                  | Landkomtur von Österreich                       | 1809          |
| Ballei des Deutschen Ordens     | Biesen                      | Landkomtur von Biesen                           | 1809          |
| Stift, ab 1792 Hochstift        | Corvey                      | Abt, später Bischof von Corvey                  | 1803          |
| Stift, ab 1752 Hochstift        | Fulda                       | Abt, später Bischof von Fulda                   | 1803          |
| Stift                           | Berchtesgaden               | Propst von Berchtesgaden                        | 1803          |
| Stift                           | Ellwangen                   | Propst von Ellwangen                            | 1803          |
| Stift                           | St. Gallen                  | Abt von St. Gallen                              | 1803          |
| Stift                           | Hersfeld                    | Abt von Hersfeld                                | 1648          |
| Stift                           | Kempten                     | Abt von Kempten                                 | 1803          |
| Stift                           | Murbach                     | Abt von Murbach                                 | 1789          |
| Stift                           | Stablo und Malmedy          | Abt von Stablo und Malmedy                      | 1794          |

## Außerhalb des Reiches
Auch außerhalb des Reiches gab es geistliche Territorien, wie etwa die päpstlichen Herrschaftsgebiete Grafschaft Avignon und Comtat Venaissin, der Kirchenstaat (mit umstrittenem Status, ob reichszugehörig oder nicht), das Fürstbistum Ermland (bis 1466 im Ordensstaat Preußen, dann in Preußen Königlichen Anteils). Weitere baltische Bischöfe (Kurland, Ösel-Wiek, Riga) erlangten für Teile ihrer Diözesangebiete als Fürstbischöfe Landeshoheit. In England hatten die Bischöfe von Durham in früheren Zeiten auch territoriale Macht.